# Veronika Khek Kubařová
Veronika Khek Kubařová (* 1. června 1987 Rakovník) je česká herečka, členka souboru Dejvického divadla a vítězka 10. řady StarDance.

## Životopis

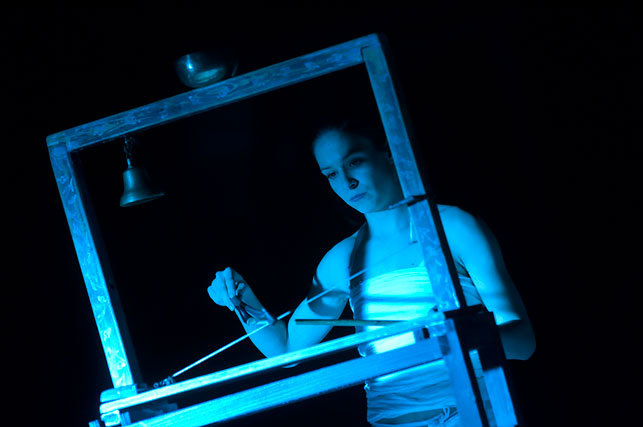
Veronika Kubařová v Goetheho inscenaci Faust a Markétka (Městské divadlo Mladá Boleslav, 2012)

Vystudovala herectví na Pražské konzervatoři. Jedním z absolventských představení v Divadle Konzervatoře byla Kytice Jiřího Suchého, díky které získala možnost hrát v divadle Semafor. Po absolvování konzervatoře se ale její stálou scénou stalo Městské divadlo v Mladé Boleslavi, v Semaforu však stále hostuje. Ve filmu debutovala rolí Darji v Rafťácích (2006), krátce předtím již ale hrála v televizní inscenaci Stříbrná vůně mrazu (2005). Od 1. ledna 2015 je členkou souboru Dejvického divadla. V roce 2019 se zúčastnila 10. řady taneční soutěže StarDance …když hvězdy tančí, kterou vyhrála. Jejím tanečním partnerem byl Dominik Vodička.

### Osobní život
V červenci 2015 se provdala za divadelního režiséra Pavla Kheka. V srpnu 2025 se jim narodil syn.

## Filmové role
- Rafťáci, 2006 – Darja
- Nejkrásnější hádanka, 2008 – princezna Rozmarýnka
- Ženy v pokušení, 2010 – Laura
- Lidice, 2011 – Anna Marusczáková
- Westernstory, 2011 – Marcelka
- Můj vysvlečenej deník, 2012 – Johana
- Duch nad zlato, 2013 – princezna Rozárka
- Bezva ženská na krku, 2016 – Mirka
- Trojí život, 2018 – Soňa
- Ženy v běhu, 2019 – Bára
- Modelář, 2020 – Eva
- Jedině Tereza, 2021 – Tereza
- Přání Ježíškovi, 2021 – Petra
- Tajemství staré bambitky 2, 2022 – královna Julie
- Srdce na dlani, 2022 – Bára
- Vyšehrad: Fylm, 2022
- Prezidentka, 2022
- Princ Mamánek, 2022
- Přání k narozeninám, 2022

### Studentský film
- Dlouhá kaše, 2006

## Televizní role
- Stříbrná vůně mrazu, 2005 – Markéta
- 100 + 1 princezna, 2006 – princezna Serafina
- To horké léto v Marienbadu, 2006
- Škola ve mlejně, 2007
- Dívka a kouzelník, 2008 – dívka
- Herbert v ringu, 2008
- 3 plus 1 s Miroslavem Donutilem na téma Rybáři, 2010

### Seriály
- Místo v životě
- Cirkus Bukowsky
- Všechny moje lásky
- Na vodě
- Specialisté – Mgr. Lenka Vondráčková
- Dáma a Král
- Mazalové
- Trapný padesátky
- Zkáza Dejvického divadla
- Hvězdy nad hlavou

## Divadlo

### Divadlo Konzervatoře
- Výprodej, 2005
- Hodina mezi psem a vlkem, 2006 – matka obžalovaného
- Kytice, 2007 – Dornička a Druhá Jezinka
- Jak se vám líbí, 2007 – Célie
- Hrdina západu, 2007 – Zuzana Bradyová

Představení se hrála v Žižkovském divadle Járy Cimrmana, pouze Hodina mezi psem a vlkem se hrála v Divadle Na Prádle.

### Divadlo Viola
- Dobře, pane Guthe, 2006 – Veronika

### Semafor
- Sekta, 2008 – hodná družička
- Kytice, 2009
- Mam´zelle Nitouche, 2010 – hvězda divadla v Pontarcy Corinna

### Městské divadlo Mladá Boleslav

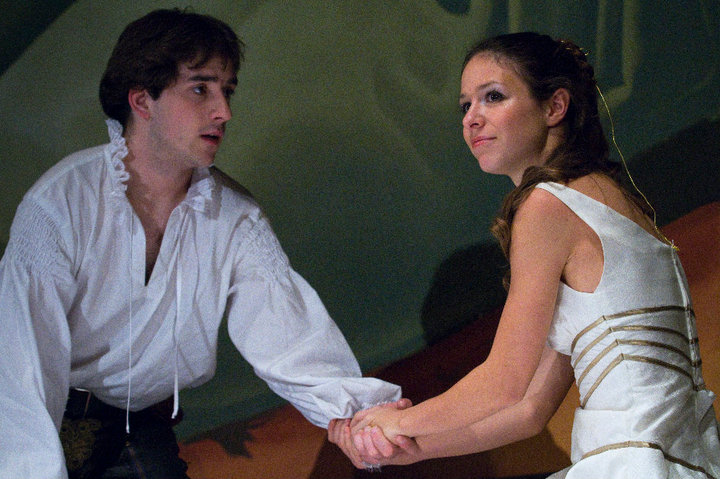
Veronika Kubařová (vpravo) s Matoušem Rumlem ve hře Romeo a Julie v Městském divadle v Mladé Boleslavi

- Miláček (Bel-Ami), 2008 – Kurtizána
- Sen svatojánské noci, 2008 – Hermie
- Equus, 2008 – Jill Masonová
- Strakonický dudák, 2009 – Dorotka / Zulika
- Tetovaná růže, 2009 – Rosa delle Rosová
- Sebevrah, 2009 – Druhá stařena
- Romeo a Julie, 2009 – Julie
- Dědeček automobil, 2009 – Nanette
- Zlomatka, 2010 – Olga
- Druhý břeh, 2010 – pouze dabing hlasu
- Faust a Markétka, 2010 – Markétka

### Divadlo Rokoko
- David Auburn: Důkaz, 2011 – Catherine[5]
- Edward Franklin Albee: Kdo se bojí Virginie Woolfové?, 2014 – Honey[6]

### Dejvické divadlo

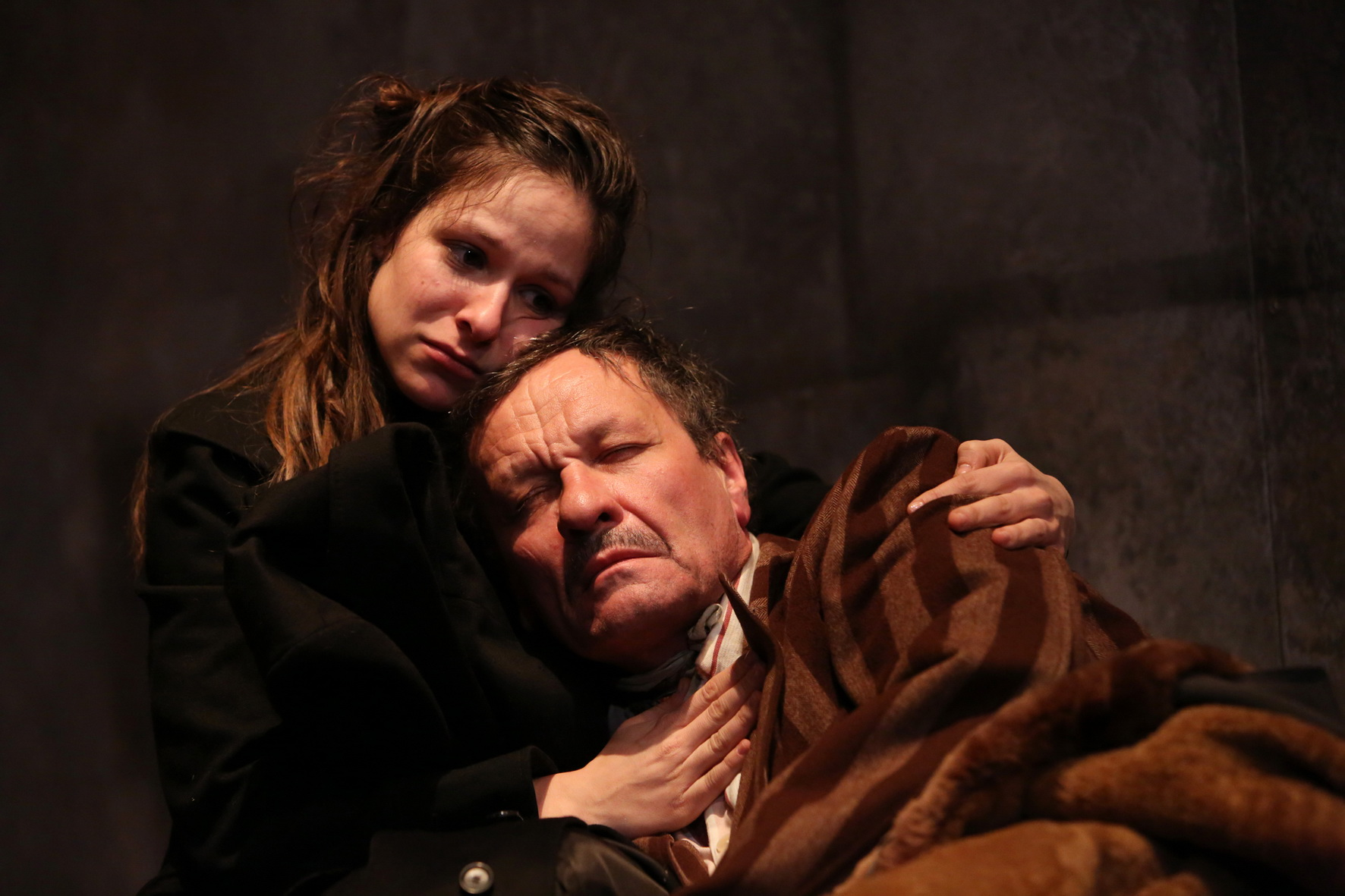
Anton Pavlovič Čechov: Racek; Veronika Kubařová jako Nina Zarečná a Miroslav Krobot jako Petr Sorin v inscenaci Dejvického divadla z roku 2013

- 2013 Anton Pavlovič Čechov: Racek – Nina Zarečná
- 2014 Karel František Tománek: Kakadu,
- 2015 David Doubt[p 1]: Zásek[7] – Sylva
- 2015 William Shakespeare: Zimní pohádka – Perdita, Mamillius[8]
- 2016 Theodor Holman: Interview, Dejvické divadlo, překlad: Michal Kotrouš, režie: Martin Myšička, hrají: Veronika Khek Kubařová, Jaroslav Plesl, premiéra 3. prosince 2016[9]
- od 2017 Daniel Doubt: Vzkříšení – Annie Fletcherová[10]
- 2018 Petr Zelenka: Elegance molekuly – Rosemary Martin[11]

### Divadlo ABC
- Vladislav Vančura: Markéta Lazarová, 2013 – Markéta Lazarová

## Mluvené slovo
- 2012 – princezna Terezka – Božena Šimková: O prstenu a mušli, Český rozhlas, režie: Lukáš Hlavica
- 2014 – Evžen Boček: Poslední aristokratka